# Bahuszewiczy
Bahuszewiczy (biał. Багушэвічы; ros. Богушевичи, Boguszewiczi) – agromiasteczko na Białorusi, w obwodzie mińskim, w rejonie berezyńskim, siedziba administracyjna sielsowietu. W 2009 roku liczyło 386 mieszkańców.

## Historia
Podczas okupacji hitlerowskiej, w lipcu 1941 roku Niemcy utworzyli getto dla żydowskich mieszkańców. Przebywało w nim około 500 osób. W grudniu 1941 roku Niemcy zlikwidowali getto, a 380 Żydów zamordowali w pobliskim lesie, część wywieźli do getta w Berezynie. Sprawcami zbrodni było niemieckie SD oraz białoruska policja. 

## Urodzeni w Bohuszewiczach
- Bolesław Świętorzecki – polski działacz społeczny, jeden z przywódców powstania styczniowego w powiecie ihumeńskim, dowódca oddziałów powstańczych, polski działacz emigracyjny[3].